# スカム (テレビドラマ)
『スカム』（原題： SKAM）は、ノルウェーのテレビドラマである。ノルウェー放送協会で2015年9月25日から2017年6月24日まで放送された。

## エピソード
| シーズン | シーズン | 話数 | 話数 | 放送期間      | 放送期間       |
| シーズン | シーズン | 話数 | 話数 | 初回放送      | 最終回放送     |
| -------- | -------- | ---- | ---- | ------------- | -------------- |
|          | 1        | 11   | 11   | 2015年9月25日 | 2015年12月11日 |
|          | 2        | 12   | 12   | 2016年3月4日  | 2016年6月3日   |
|          | 3        | 10   | 10   | 2016年10月7日 | 2016年12月16日 |
|          | 4        | 10   | 10   | 2017年4月14日 | 2017年6月24日  |